# Graphium meeki
Graphium meeki is een vlinder uit de familie van de pages (Papilionidae). De wetenschappelijke naam van de soort is voor het eerst geldig gepubliceerd in 1901 door Lionel Walter Rothschild.